# Evangelos Apostolakis

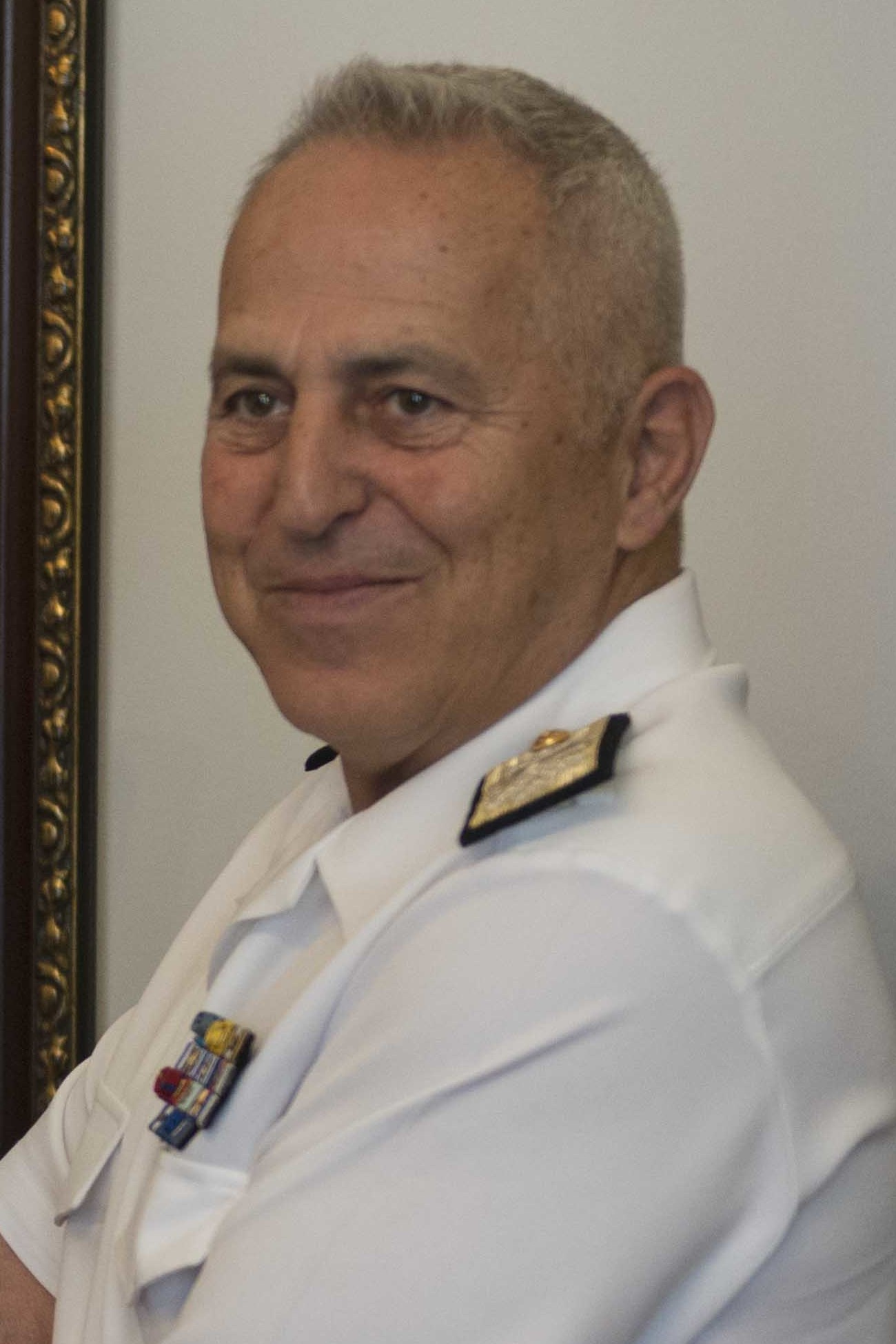
Evangelos Apostolakis

Evangelos Apostolakis (* 14. Mai 1957 in Rethymno/Kreta) ist ein ehemaliger Admiral der griechischen Marine und Ehrenchef des Stabes. Er war Minister für Verteidigung im Kabinett Alexis Tsipras II.

## Laufbahn
Apostolakis hat die Naval Cadets School, die Submarine Disaster Management School of Submarine Disaster Management, die Amphibious Warfare School (USA), die Advanced Mine Warfare School (Belgien) und die Naval War School absolviert.
Von 1998 bis 2001 war er Kommandeur des Submarine Disaster Management (CIS). Er hat unter anderem auch bei der Aegean Maritime Administration (NDA) und im Crete Naval Port (NK) als Chief Inspector, bei STRIKEFORNATO als Deputy COS, beim General Staff als Second Branch Manager, beim Fleet Headquarters als Deputy Chief und als Chief of Staff gearbeitet.
Am 7. März 2013 übernahm er die Aufgaben des Chef des Marinestabs. Ab dem 15. September 2015 übernahm er auf Beschluss vom Regierungsrat für auswärtige Angelegenheiten und Verteidigung KYSEA die Führung der griechischen Streitkräfte als Generalstabschef und trat die Nachfolge von General Michael Costarakos an.
Am 13. Januar 2019 gab Ministerpräsident Alexis Tsipras bekannt, dass er anstelle von Panos Kammenos den Posten des Verteidigungsministers übernehmen und die Aufgaben des Generalstabschefs an Oberstleutnant Constantine übergeben werde. Er nahm dieses Amt am 14. Januar an und blieb dort bis zum 9. Juli 2019.
Er ist verheiratet und hat zwei Kinder. Einer von ihnen ist der Fernsehkoch und Meisterkochanwärter Yiannis Apostolakis.